# NGC 7427
NGC 7427 is een lensvormig sterrenstelsel in het sterrenbeeld Pegasus. Het hemelobject werd op 22 november 1865 ontdekt door de Russische astronoom Otto Wilhelm von Struve.

## Synoniemen
- MCG 1-58-16
- MK 521
- ZWG 405.18
- NPM1G +08.0539
- PGC 70091